# Acrocercops orianassa
Acrocercops orianassa är en fjärilsart som beskrevs av Edward Meyrick 1932. Acrocercops orianassa ingår i släktet Acrocercops och familjen styltmalar.
Artens utbredningsområde är:
- Etiopien.
- Uganda.

Inga underarter finns listade i Catalogue of Life.